# أحمد الشيخ (كاتب)
أحمد الشيخ (1939 - 2017)، كاتب وروائي مصري.
صدر له  تسعة وأربعون كتابا للكبار، وسبعة وعشرون كتابا للأطفال، يعد واحداً من أهم كتاب جيل الستينيات. هو أول كاتب مصري تصدر له سلسلة من ثمان روايات عن الريف المصري تدور أحداثها جميعا داخل قرية كفر عسكر. حاصل على ليسانس آداب قسم تاريخ جامعة عين شمس 1967 - دبلوم تمهيدي ماجيستير 1968. قدم خلال مسيرته العديد من الأعمال الهامة التي رصدت وعالجت الكثير من التغيرات السياسية والاجتماعية التي طرأت على المجتمع المصري.

## الجوائز
- حاصل على جائزة الدولة التقديرية في الآداب (مصر) عام 2014 عن مجمل أعماله
- حاصل على جائزة الدولة التشجيعية في الآداب عام 1985 عن مجموعة النبش في الدماغ
- حاصل على وسام العلوم والفنون من الطبقة الأولى 1985
- جائزة نادي القصة 1964
- جائزة المسابقة القومية بداية السبعينيات
- جائزة تيمور الأدبية في التسعينيات
- اختيرت روايته حكاية شوق ضمن أفضل مائة رواية عربية صدرت في القرن الماضي

## أعماله

### من رواياته الشهيرة
- الناس في كفر عسكر، الهئية العامة المصرية للكتاب 1979
- حكاية شوق، دار الهلال، 1991
- حكايات المدندش، دار الهلال، 1996
- سيرة العمدة الشلبي، 2003
- أرضنا وأرض صالح، دار الهلال، 2008
- هوامش المدينة، دار الهلال، 2010
- عاشق تراب الأرض، دار الهلال، 2012
- رأيتهما قمرين في المحاق، دار الهلال، 2014
- توائم الكابوس السابع، المجلس الأعلى للثقافة، مصر، 2016
- سنوات اليتيم التائه، دار الهلال، 2018

### من مجموعاته القصصية
- دائرة الانحناء، الهيئة المصرية العامة للتأليف والنشر، 1970
- النبش في الدماغ، دار المعارف، 1981
- مدينة الباب، الإبداع العربي، 1983
- كشف المستور، دار المعارف، 1984
- الحنان الصيفي، الهيئة العامة للكتاب، 1987
- البحر الرمادي، الهيئة المصرية العامة للكتاب، 1993
- نصف الساعة السعيد من حياة س س، الهيئة العامة لقصور الثقافة، 1998
- المنام المراوغ، دار زويل للنشر، 2000
- ملاعيب الأكابر، الهئية المصرية العامة للكتاب، 2001
- خطافة العيال، الهيئة المصرية العامة للكتاب، 2002
- رسام الأرانب، الهئية المصرية العامة للكتاب، 2002
- مواسم الشروق، نادي القصة، 2003
- عرض مجاني للجميع، المجلس الأعلى للثقافة، 2004
- كلام مساطب، الهئية العامة لقصور الثقافة بالقاهرة، 2009
- جالس القرفصاء يتودد لروحه، الهيئة المصرية العامة للكتاب، 2012
- جيوب الكفن، دار المعارف، 2012
- بغلة المواطن غالب منصور، الهيئة العامة لقصور الثقافة، القاهرة، 2014

### من أعماله للأطفال
- عسكري الشطرنج الأبيض، هيئة الكتاب، 1990
- نخلة حازم، دار المعارف، 1992
- القط الكسلان، مؤسسة المعارف للطباعة والنشر، 1994
- أم الخير، دار المعارف،1994
- الجاحظ: العبقرية الساخرة، دار المعارف، 1994
- الخطوة الأولى، دار المعارف، 1995
- العصفور الأخضر الترجمان، 1996
- سلسلة الأشياء في عيون الصغار، مركز الكتاب للنشر، 2000

## دراسات عن أعماله
- الرواية في نهاية قرن - د.علي الراعي
- أصوات في القصة القصيرة المصرية - د.سيد حامد النساج
- مسيرة الرواية في مصر - د. حامد أبو أحمد
- العناصر التراثية في الرواية العربية - د. مراد عبد الرحمن
- القصة بعد جيل نجيب محفوظ - د. يوسف نوفل
- بلاغة السرد - د. محمد عبد المطلب
- لذة الابداع الروائي - د. صلاح فضل
- الأسس النفسية للابداع الأدبي - د. شاكر عبد الحميد
- الظواهر الفنية في القصة القصيرة - د. مراد عبد الرحمن
- القصة بين التراث والمعاصرة - د. طه وادي
- السهم والشهاب - د. شاكر عبد الحميد
- نبض العصر - أ. فتحي العشري
- المذاهب الأدبية والنقدية - د. شكري عياد.
- في القصة العربية - د. يوسف نوفل
- بوابة جبر الخاطر - أ. محمد مستجاب
- في دائرة النقد - د. مصطفى عبد الغني
- الخطاب الروائي والنقدي في مصر - أ. إبراهيم فتحي

## في مجال الدراما التليفزيونية
- قصة الناس في كفر عسكر (مسلسل) الحاصل على ذهبية أفضل مسلسل اجتماعي عربي بمهرجان القاهرة العاشر وست ذهبيات أخرى لأفضل ممثلة وممثلة مساعدة وأفضل سيناريو وإخراج وديكور وتصوير واضاءة
- قصة وسيناريو وحوار مسلسل حكايات المدندش
- قصة وسيناريو وحوار سهرات تليفزيونية مثل المراقب، وشوق، والوريث والميراث.

## وفاته
توفي يوم الأحد 8 يناير 2017 عن عمر يناهز 77 عامًا، وأقيمت صلاة الجنازة في قرية بمم بمركز تلا بمحافظة المنوفية ، واقيم العزاء في مسجد الصديق في منطقة شيراتون المطار.